# Tumbes
Tumbes est une ville péruvienne, chef-lieu de la province du même nom et du département du même nom. Situé à l'extrême nord-ouest du Pérou, près de l'embouchure de la rivière Tumbes dans le golfe de Guayaquil (océan Pacifique), à 30 km de la frontière avec l'Équateur. Sa population est estimée à 111 800 habitants pour l'année 2015.
Tumbes a ses origines à l'époque pré-inca où elle était habitée par un groupe culturel d'indigènes appelé Tumpis. À son apogée, sa population est estimée à 178 000. Après 1400, l'Inca Pachacuti a régné sur Tumbes et le territoire est devenu un bastion politique important pendant l'Empire Inca. Plus tard, l'empereur Inca Huayna Capac agrandit Tumbes en ordonnant la construction de routes, de maisons et de palais.
Tumbes a été le point de départ de la conquête de l'empire inca par le conquistador espagnol Francisco Pizarro en 1528. Le conquistador a effectué trois visites à Tumbes entre 1528 et 1532 et a été refoulé à chaque fois par les féroces autochtones.
Tumbes est la première ville à s'affranchir du joug espagnol, proclamant son indépendance le 7 janvier 1821.
Tumbes est proche d'un corridor écologique de réserves naturelles qui constituent collectivement la Reserva de Biósfera del Noroeste. Ces réserves intérieures abritent les seules mangroves du Pérou, qui à leur tour protègent les seuls crocodiles du Pérou et un certain nombre d'espèces menacées. Le Parque Nacional Cerros de Amotape, au sud-est de Tumbes, est un autre parc important dans cette région. Il protège certaines des seules forêts tropicales du Pacifique du Pérou, ainsi que des espèces menacées comme le crocodile de Tumbes et un singe hurleur local appelé le mono coto. A Tumbes se trouvent l'île "Hueso de Ballena", le sanctuaire national des mangroves et le parc écologique de Palo Santo.
Tumbes possède un bureau d'iperú, information et assistance au touriste et un aéroport (code AITA : TBP).